# Ащеулов, Александр Витальевич
Александр Витальевич Ащеулов (род. 22 июля 1961, г. Прокопьевск, Кемеровская область, СССР) — российский учёный, специалист в области объемных гидроприводов. Доктор технических наук, профессор, предприниматель.

## Биография
Родился 22 июля 1961, г. Прокопьевск, Кемеровская область, СССР. Окончил школу №33 г. Прокопьевск.
В 1984 году окончил с отличием механико-машиностроительный факультет Ленинградского политехнического института им. М.И. Калинина по специальности «Строительные и дорожные машины и оборудование».
После окончания института c 1984 по 1986г. работал в НПО «ВНИИЗемМаш» (г. Ленинград), младшим научным сотрудником, научным сотрудником.
С 1986 по 1989 учился в очной целевой аспирантуре Ленинградского политехнического института им. М.И. Калинина от министерства строительно-дорожного машиностроения.
В 1986 году окончил философское отделение Университета марксизма-ленинизма Ленинградского горкома КПСС.

### Образовательная деятельность
С 1986 года по настоящее время преподает в Высшей школе транспорта Института машиностроения материалов и транспорта Санкт-Петербургского политехнического университета имени Петра Великого (ранее – кафедра Подъемно-транспортные и строительно-дорожные машины Ленинградского политехнического института им. М.И. Калинина). Основные дисциплины: «Гидравлика и гидропневмопривод», «Организация наукоемкого производства». Подготовил 56 дипломников (специалистов и магистров).

### Научная деятельность
В 1989 году защитил кандидатскую диссертацию на тему: «Оптимизация режимов работы многоковшовых экскаваторов по критерию экономии топлива», в 1989 году избран на должность доцента.
В 2007 году защитил докторскую диссертацию на тему: «Методология проектирования гидравлических подъемных механизмов разводных мостов», в 2008 году избран на должность профессора.
Опубликовал более 110 научных статей, в 2004 году написал книгу «Гидравлические приводы разводных мостов раскрывающегося типа», в 2010 году написал главу в книге «Методы оценки надежности затворов гидротехнических сооружений», в 2016 году выпустил сборник научных статей по гидроприводу транспортных и технологических систем.
Область научных интересов — Дорожные, строительные и подъемно-транспортные машины. Машиноведение, системы приводов и детали машин. Механическое оборудование гидротехнических сооружений. Буровые установки нефтегазовой промышленности. Промышленный и инновационный менеджмент. Диалектика. Социология наук.

Автор новой теории безотказности механизмов машин в условиях невозможности проведения этапов доводки, представленной в докторской диссертации на тему: Методология проектирования гидравлических подъемных механизмов разводных мостов. Результаты внедрены в систему автоматизированного проектирования ООО «НТП Гидропривод» (г. Санкт-Петербург) в конструкции механизмов четырёх действующих разводных мостов основного невского фарватера (СПб ГУП «Мостотрест»), в проекты новых мостов и других машин, в учебный процесс СПбГПУ. Результаты внедрения позволяют сдавать заказчику гидравлические подъемные механизмы точно в срок, без дополнительных корректировок, с высокими показателями качества.
«Скважины инноваций расположены на территориях, где совмещаются образовательные, научные и производственные процессы».
Рекомендуются к применению в механизмах портальных, стреловых кранов, карьерных экскаваторов, береговых рамп, разводных мостов, гидротехнических сооружений, подвижных конструкций больших масс различных машин.

### Производственная деятельность
В 1990 году создал хозрасчетный центр научно-технических услуг «Гидропривод» при ленинградском отделении научно-технического общества машиностроителей, который в 1999 году был реорганизован в «Научно-техническое предприятие Гидропривод». ООО «Научно-техническое предприятие Гидропривод» - инновационная инжиниринговая компания с современным комплексным подходом к созданию гидроприводов и гидроприводных механизмов для всех отраслей промышленности. Ащеулов А.В. является бессменным директором предприятия.
Наиболее значимые проекты ООО «НТП Гидропривод»:
1. Реконструкции гидроприводов разводных механизмов мостов: А. Невского, Троицкого, Большого Охтинского, Володарского в г. Санкт-Петербурге.
2. Обеспечение 13 мировых спектаклей Мариинского театра, Большого театра, театра Сатирикон, театра им. Вахтангова, Рязанского театра кукол подвижными гидравлическими декорациями.
3. Реконструированы более 90 крупных гидросистем, в том числе ворот и клапанов наполнения-опорожнения Чайковского шлюза (г. Пермь). Участие в строительстве водопропускных затворов и судопропускного затвора С2 Комплекса защитных сооружений (г. Санкт-Петербург).
4. Разработано и изготовлено более 130 эксклюзивных гидроприводов к машинам и технологическому оборудованию различных отраслей промышленности.
5. Произведено более 300 гидравлических трансмиссий к коммунальным машинам.

### Общественная деятельность
- Руководитель Северо-Западного отделения межреспубликанской Ассоциации специалистов промышленной гидравлики и пневматики.
- Член НТС ОАО «Ижора-Картэкс».
- Член совета директоров ЦКТТ «Технопарк Политехнический».
- Председатель ГАК ГУ ВПО «Белорусско-Российский университет» по специальности «Подъемно-транспортные, строительные, дорожные машины и оборудование».
- Член-корреспондент Международной академии общественных наук.

В 2000 году с единомышленниками - выпускниками механико-машиностроительного факультета ЛПИ им. М.И.Калинина организовал Клуб выпускников ММФ Политеха и на общем собрании был избран председателем совета Клуба. Клуб создает банк данных выпускников, ведет активную работу по поддержанию традиций факультета, встреч выпускников, помощи университету в учебной и общественной работе, помощи выпускникам в бизнес-процессах и жизненных ситуациях. В 2009г. Клуб выпускников построил фонтан «МЫ» на территории Санкт-Петербургского политехнического университета Петра Великого.
- Член президиума МОО «Санкт-Петербургский Клуб выпускников СПбГПУ».
- Член координационного совета «Ассоциация выпускников и друзей СПбПУ».
- Член коллегии фонда целевого капитала развития СПбПУ.

«Совмещая, создавай».

## Признание
Известен как: специалист в области объемных гидроприводов, педагогики, общественный деятель.
Научно-исследовательская, просветительская, инновационная и предпринимательская деятельность А.В. Ащеулова высоко оценена экспертным сообществом и была отмечена разнообразными премиями.
Награды и премии:
1. Почётный топ-менеджер Российской Федерации.
2. В 2006 году ООО «НТП Гидропривод» стало лауреатом премии Российский национальный олимп в номинации «Выдающиеся предприятия среднего и малого бизнеса» за выдающийся вклад в социально-экономическое развитие России[10].
3. Золотая медаль ВДНХ

## Патенты
1. А.с. 1452905 СССР, МКИ Е 02 F 9/22. Гидромеханический привод землеройной машины / А.В. Ащеулов, А.И. Тархов, Н.А. Харитонов и др. Опубл. 1989. Бюл.№3.
2. А.с. 1490232 СССР, МКИ Е 02 F 9/20. Устройство автоматического управления вспомогательным рабочим оборудованием землеройной машины / А.В. Ащеулов, М.В. Жердин, Ю.С. Козлов и др. Опубл. 1989. Бюл.№24.
3. Пат. 2261312 Российская Федерация, МПК Е 04 Н 3/26, В 60 К 17/10, F 16 H 7/08. Привод вращения сценической поворотной площадки / А.В. Ащеулов, Н.А. Харитонов, Д.А. Солодков, В.С. Шеншов, И.В. Суворов, С.В. Грачев; патентообладатель ООО «НТП Гидропривод», Государственный Академический Мариинский театр.– №2003126967/11, заявл. 03.09.2003; опубл. 27.09.2005, Бюл.№27.
4. Пат. 51006 Российская Федерация, МПК B66F 3/22 (2006.01). Подъемник / А.В. Ащеулов, Н.А. Харитонов, Д.А. Солодков, В.С. Шеншов, Д.Е. Бортяков; патентообладатель ООО «НТП Гидропривод».– №2005117559/22, заявл. 07.06.2005; опубл. 27.01.2006, Бюл.№03.
5. Пат. 64934 Российская Федерация. Установка для заправки гидросистем рабочей жидкостью / А.В. Ащеулов, А.И. Малышев, Д.А. Федоров, О.Н. Шалаева, В.С. Шеншов; патентообладатель ООО «НТП Гидропривод».– № 2006136819/22; заявл. 17.10.2006; зарегистрировано в реестре 27.07. 2007.
6. Пат. 67521 Российская Федерация. Погрузочно-разгрузочное устройство грузового автомобиля / А.В. Ащеулов, А.И. Малышев, Д.А. Солодков, Д.А. Федоров, О.Н. Шалаева; патентообладатель ООО «НТП Гидропривод».– № 2007117015/22; заявл. 25.04.2007; зарегистрировано в реестре 27.10. 2007.
7. Пат. 2329414 Российская Федерация. Стенд для испытаний гидромашин объемного гидропривода / А.В. Ащеулов, А.И. Малышев, Д.А. Солодков, В.А.Терешин, Н.А.Харитонов, О.Н. Шалаева, В.С.Шеншов; патентообладатель ООО «НТП Гидропривод», Государственное образовательное учреждение высшего профессионального образования «Санкт-Петербургский Государственный политехнический университет».– № 2007101137/22; заявл. 10.01.2007;  . зарегистрировано в реестре 20.07.2008
8. Пат. 163641 Российская Федерация. Силовой блок системы верхнего привода / А.В. Ащеулов, С.В. Никитин, Е.Е. Харламова, О.Н. Шалаева; Федеральное государственное автономное образовательное учреждение высшего образования Санкт-Петербургский государственный политехнический университет (ФГАOУ ВО «СПбПУ») № 2015153994, заяв. 15.12.2015г зарегистрировано в реестре 11.07.2016
9. Пат. 168760 Российская Федерация. Система воздушного охлаждения электродвигателя верхнего привода буровой установки / С.В. Никитин, Е.Е. Харламова; Федеральное государственное автономное образовательное учреждение высшего образования Санкт-Петербургский государственный политехнический университет (ФГАOУ ВО «СПбПУ») № 2016141155, заяв. 19.10.2016г зарегистрировано в реестре 17.02.2017
10. Пат. 177764 Российская Федерация. Силовой блок системы верхнего привода / А.В. Ащеулов, С.В. Никитин, Е.Е. Харламова, О.Н. Шалаева; Федеральное государственное автономное образовательное учреждение высшего образования Санкт-Петербургский государственный политехнический университет (ФГАOУ ВО «СПбПУ») № 2016149184, заяв. 14.12.2016г зарегистрировано в реестре 12.03.2018 г.
11. Пат. 178369 Российская Федерация. Трехфазный синхронный электродвигатель / А.В. Ащеулов, С.В. Никитин, В.В. Суханов, Е.Е. Харламова, О.Н. Шалаева; Федеральное государственное автономное образовательное учреждение высшего образования Санкт-Петербургский государственный политехнический университет (ФГАOУ ВО «СПбПУ») № 2016149185, заяв. 14.12.2016г зарегистрировано в реестре 02.04.2018 г.
12. Свидетельство о государственной регистрации 2019610667 Российская Федерация. Программа работы регистратора виброударных воздействий / А.В. Ащеулов, Е.Е. Харламова, В.П. Ложечко, В.Е. Харламов, С.А. Власов; Федеральное государственное автономное образовательное учреждение высшего образования Санкт-Петербургский государственный политехнический университет (ФГАOУ ВО «СПбПУ») № 2018665339, заяв. 28.12.2018г зарегистрировано в реестре 15.01.2019 г.
13. Свидетельство о государственной регистрации 2019610700 Российская Федерация. Программа реализующая прием частотно-модулированного информационного сигнала в среде с высоким уровнем помех / А.В. Ащеулов, Е.Е. Харламова, В.П. Ложечко, С.А. Власов; Федеральное государственное автономное образовательное учреждение высшего образования Санкт-Петербургский государственный политехнический университет (ФГАOУ ВО «СПбПУ») № 2018665315, заяв. 28.12.2018г зарегистрировано в реестре 16.01.2019 г.
14. Свидетельство о государственной регистрации 2020610636 Российская Федерация. Программа для ЭВМ «Программа реализующая алгоритм определения навигационных параметров в условиях магнитных помех» / А.В. Ащеулов, В.Е. Харламов, В.П. Ложечко, С.А. Власов; Федеральное государственное автономное образовательное учреждение высшего образования Санкт-Петербургский государственный политехнический университет (ФГАOУ ВО «СПбПУ») № 2019667633, заяв. от 28.12.2019г зарегистрировано в реестре 17.01.2020 г.
15. Свидетельство о государственной регистрации 2020611073 Российская Федерация. Программа для ЭВМ «Программа управления траекторией скважины при бурении в условиях магнитных помех» / А.В. Ащеулов, В.Е. Харламов, В.П. Ложечко, С.А. Власов; Федеральное государственное автономное образовательное учреждение высшего образования Санкт-Петербургский государственный политехнический университет (ФГАOУ ВО «СПбПУ») № 2019667571, заяв. от 28.12.2019г зарегистрировано в реестре 23.01.2020 г.
16. Свидетельство о государственной регистрации 2022669760 Российская Федерация. Программа для ЭВМ “Программа обучения работ с объемными гидроприводами для виртуальной лаборатории Газпром” / Н.К. Шерепа, А.В. Ащеулов, А.А. Кузьмичев, М.Д. Лихолетов, И.А. Евдокимов; Федеральное государственное автономное образовательное учреждение высшего образования Санкт-Петербургский государственный политехнический университет (ФГАOУ ВО «СПбПУ») № 2022668972, заяв. от 14.10.2022г.,  зарегистрировано в реестре 25.10.2022 г.

### Книги
1. Ащеулов А.В., Белов А.А., Ванинов В.И. Гидравлические приводы разводных мостов раскрывающегося типа. Состояние вопроса, основы расчета и конструирования / Под общ. ред. канд. техн. наук А.В. Ащеулова. СПб: Изд-во СПбГПУ, 2004.– 144 с.
2. Методы оценки надежности затворов гидротехнических сооружений (системный анализ) / А.Г. Василевский, В.Б. Штильман, С.Г. Шульман и др. – СПб.: Изд-во ОАО «ВНИИГ им. Б.Е. Веденеева», 2010. [Ащеулов А.В. Глава 11. Гидросистемы подъемных механизмов ГТС.]
3. Ащеулов А.В. Сборник научных статей по гидроприводу транспортных и технологических систем. – СПб: Изд-во СПбПУ, 2016.– 602 с.
4. Ащеулов А.В. Совмещенные процессы. Гипотеза о новом законе развития / А.В. Ащеулов. – СПб: ПОЛИТЕХ-ПРЕСС, 2021.– 159 с.

### Основные научные статьи
1. Ащеулов А.В., Белов А.А., Кузьмичев В.А. Анализ кинематических схем разводных раскрывающихся мостов // Известия ТулГУ. Сер. Подъемно-транспортные машины и оборудование.– Тула, 2003.– С. 45–49.
2. Ащеулов А.В., Петров Ю.А., Кузьмичев В.А. Гидрокинематический анализ разводных раскрывающихся мостов с коромысловым приводом // Известия ТулГУ. Сер. Подъемно-транспортные машины и оборудование.– Тула, 2003.– С. 50–55.
3. Ащеулов А.В. Оценка нагруженности гидропривода подъемных механизмов разводного Троицкого моста в Санкт-Петербурге // Известия ТулГУ. Сер. Подъемно-транспортные машины и оборудование. Вып. 6. – Тула, 2005.– С. 116–122.
4. Ащеулов А.В. Разгон крыла разводного моста при подъёме // Научно-технические ведомости СПбГТУ.– СПб, 2006.– №3.– С. 39–44.
5. Ащеулов А.В., Стефанишин Д.В. Оценка функциональной надежности объемных гидроприводов механизмов подъемных сооружений методом деревьев отказов // Известия ТулГУ. Сер. Подъемно-транспортные машины и оборудование. Вып. 7.– Тула: Изд-во ТулГУ, 2006. – С. 275–281.
6. Ащеулов А.В. Разработка концепции проектирования гидропривода раскрывающихся разводных мостов // Промислова гiдравлiка I пневматика. Всеукраiнський науково-технiчний журнал.– Вiнниця, 2004.– №1(3).– С. 7–9.
7. Ащеулов А.В., Андриенко П.А., Терешин В.А. Динамическая характеристика однокрылого разводного моста // Промислова гiдравлiка I пневматика. Всеукраiнський науково-технiчний журнал.– Вiнниця, 2006.– №1(11).– С. 69–71.
8. Ащеулов А.В. К вопросу о надежности волго-балтийского транспортного речного пути по реке Нева через Санкт-Петербург // Транспорт: наука; техника; управление. – Москва, 2007, №10. – С.40-43.
9. Ащеулов А.В. Анализ сложных гидравлических схем машин и их синтез по критерию безотказности // Научно-технические ведомости СПбГПУ. – СПб.,2007.-№4, том1. – С.40-49.
10. Ащеулов А.В., Соколов В.П. Экономическое обоснование уровня надежности технических систем (на примере системы разводных мостов) // Экономика и математические методы.-М.: РАН, 2009, том45, №1, с. 95-100.
11. Ащеулов А.В. Анализ интенсивностей отказов гидравлического оборудования // Гидравлика. Пневматика. Приводы. – СПб.,2010.-№1 (3). – С.8-9.
12. Ащеулов А.В. Представление сложной транспортной машины, требующей модернизации // Современное машиностроение. Наука и образование: Материалы международной научно-практической конференции 14-15 июня 2011 года. СПб.: Изд-во СПбГПУ, 2011. – С. 137-142.
13. Ащеулов А.В., Вафин К.Ш., Математическое моделирование ветровой нагрузки, действующей на гидравлические подъёмные механизмы разводных мостов. // Научно-технический и производственный журнал "Строительные и дорожные машины".06.2012. – с.47-50.
14. Ащеулов А.В., Вяткин В.Н., Серов О.Н. Опыт реконструкции гидроприводов механического оборудования Чайковского шлюза // Научно-технический журнал «ГИДРОТЕХНИКА. XXI ВЕК». – СПб.: 2013. - №3. - С. 66-72.
15. Ащеулов А.В., Гуреева А.С., Харламова Е.Е.К вопросу об анализе отказов гидросистемы, связанных с чистотой рабочей жидкости. В книге: Неделя науки СПбГПУ материалы научно-практической конференции c международным участием. Редакционная коллегия: М.С. Кокорин (ответственный редактор) и др.. Санкт-Петербург, 2014. С. 316-319.
16. Ащеулов А.В., Лобачев А.А., Хорошанский А.Е., Шестопалов А.А.  Анализ системы верхнего привода (СВП) буровых установок // XLII Неделя науки СПбГПУ: Материалы Всероссийской межвузовской научно-технической конференции студентов и аспирантов 2013 года.- СПб, Изд-во Политехн. ун-та, 2014. - С.293-296.
17. Ащеулов А.В., Лобачев А.А., Хорошанский А.Е., Шестопалов А.А. Пути совершенствования отечественных машин №1 // Современное машиностроение. Наука и образование: Материалы № 4 Международной научно-практической конференции 19-20 июня 2014 года. СПб.: Изд-во Политехн. ун-та, 2014. - С.637 - 649.
18. Ащеулов А.В., Экспансия электропривода на объемный гидропривод // Гидравлика, пневматика, приводы. – СПб.: 2014. - №3/14. – С.8-9.
19. Ащеулов А.В., Шестопалов А.А., Хорошанский А.Е., Кочетков А.В. Особенности работы буровых установок с системой верхнего привода // Международный научно-технический и производственный журнал «Химическое и нефтегазовое машиностроение». - М.: , 2015, №2, с. 14-17.
20. Ащеулов А.В., Харламова Е.Е. Мобильный комплекс оборудования для замены масел в гидросистемах СДМ // Наземные транспортно-технологические комплексы и средства: материалы международной научно-технической конференции. – Тюмень: ТИУ, 2015. – С.47-51.
21. A. Ashcheulov, S. Nikitin, A. Khoroshanskay. Statistical Research of Drilling Rig’s Top Drive Stress Loading //International Journal of Applied Engineering Research.: India, 2015.- Volume 10, № 19.-с.21-26
22. Ащеулов, А. В., Анализ динамической нагруженности силового верхнего привода буровых установок [Текст] / А. В. Ащеулов, А. А. Шестопалов, А. А. Лобачев // Химическое и нефтегазовое машиностроение : Москва, . – № 3/2016. – С. 12-15.
23. Ащеулов А.В., Ащеулов А.А., Харламова Е.Е. О промышленных кластерах // Стратегическое управление организациями в XXI веке: Сборник научных трудов всероссийской научно-практической конференции с международным участием 23-24 марта 2016 года. – СПБ.: Изд-во Политехн. Ун-та, 2016. – С.4-12.
24. Ащеулов А.В. Новые тенденции в построении систем приводов машин// Наземные транспортно-технологические комплексы и средства: материалы международной научно-технической конференции. – Тюмень: ТИУ, 2016. – С.29-33.
25. Ащеулов А.В., Лобачев А.А. Гидравлический силовой верхний привод // Гидравлические машины, гидроприводы и гидропневмоавтоматика. Современное состояние и перспективы развития: сб.науч.трудов 9-й международной научно-технической конференции 9 - 10 июня 2016 года. СПб.: Изд-во Политехн.ун-та, 2016. – С.288 - 300.
26. Ащеулов А.В. К вопросу об оценке преимуществ систем привода для технических объектов с вращательным и линейным движением рабочего органа // Гидравлика, пневматика, приводы. – СПб.: 2016. - №1(18)/2016. – С.10-11.
27. Ащеулов А.В., Никитин С.В. Динамическая модель буровой установки с системой верхнего привода // Современные технологии и развитие политехнического образования  : международная научная конференция, г.Владивосток, 19–23 сентября 2016 г. / Дальневост. федерал. ун-т ; отв.ред.: А.Т. Беккер, В.И. Петухов. – Электрон. дан. – Владивосток : Дальневост. федерал. ун-т, 2016. – Режим доступа: https://www.dvfu.ru/science/publishing-activities/catalogue-of-books-fefu/. Загл. с экр.
28. Ащеулов А.В. Сравнение технических решений по гидравлическим узлам механизмов шлюзов на основе анализа современной конструкторской документации и проектов начала 60-х годов XX века // Научно-технический журнал «ГИДРОТЕХНИКА. XXI ВЕК». – СПб.: 2016. - №3 (27). - С. 59-61.
29. Ashcheulov A.V. Optimization of Regulator Parameters of the Automatic Regulation System of the Rotation Frequency of the Valve Engine of the Top Drive System of Bore Installation Ashcheulov A.V., Filipovskii V.M., Meshkovskii E.O. // International Journal of Applied Engineering Research Volume 11, Number 22 (2016) pp. 11055-11059
30. А.А. Лобачев, А.В. Ащеулов. Анализ данных телеметрии процесса бурения // Научно-технические ведомости СПбПУ. Естественные и инженерные науки. 2017. Т. 23. № 4. С.191–203. DOI: 10.18721/JEST.230419.
31. Ащеулов А.В., Лобачев А.А. Исследование нагруженности элементов редуктора системы верхнего привода буровых установок // Сборник научных трудов национальной научно-практической конференции «Образование. Транспорт. Инновации. Строительство.» Издательство: Сибирский государственный автомобильно-дорожный университет (СибАДИ) (Омск), 2018, С. 5-9.
32. Ashcheulov A.V. On the effectiveness of the improvement of the top drive systems of drilling rigs for rotary steerable systems/ Ashcheulov A.V., Kharlamova E.E. // International Journal of Engineering and Technology.: United Arab Emirates, 7 (4.38) (2018) 1570-1573 (Об эффективности совершенствования систем верхних приводов буровых установок для роторных управляемых систем / А.В. Ащеулов, Е.Е. Харламова// International Journal of Engineering and Technology.: United Arab Emirates, 7 (4.38) (2018) 1570-1573)
33. Ashcheulov A.V. Dynamic model of a drilling rig with a top drive system for rotary steerable systems / Ashcheulov A.V., Nikitin S // International Journal of Engineering and Technology.: United Arab Emirates, 7 (4.38) (2018) 1574-1579 (Динамическая модель буровой установки с системой верхнего привода для роторных управляемых систем. Ащеулов А.В., Никитин С.В. // International Journal of Engineering and Technology.: United Arab Emirates, 7 (4.38) (2018) 1574-1579)
34. Ashcheulov A.V. Setting the well path direction with the help of rotary steerable systems / A.V. Ashcheulov, V.P. Lozhechko, Ya.I. Binder, A.L. Gutnikov, R.D. Zimin, D.A. Sokolov// International Journal of Engineering and Technology.: United Arab Emirates, 7 (4.38) (2018) 1597-1599 (Задание направления траектории скважины с помощью роторных управляемых систем А.В. Ащеулов, В.П. Ложечко, Я.И. Биндер, А.Л. Гутников, Р.Д. Зимин, Д.А. Соколов // International Journal of Engineering and Technology.: United Arab Emirates, 7 (4.38) (2018) 1597-1599)
35. Lozhechko V.P., Ashcheulov A.V.,  Nikitin S.V. Model of Bottom Hole Assembly with Rotary Steerable System // International Journal of Innovative Technology and Exploring Engineering, India, Volume-9 Issue-1, Page No.3716-3722, November 2019 (Ащеулов А.В. Исследование модели компоновки низа буровой колонны с роторной управляемой системы. Ащеулов А.В., Ложечко В.П., Никитин С.В. 2019)
36. Lozhechko V.P., Ashcheulov A.V., Binder Ya.I., Sokolov D.A. Development of Rotary Steerable System of Small Diameter // International Journal of Emerging Trends in Engineering Research (INDIA), Volume 7, No. 12 December 2019, page 833-835
37. AV Ashcheulov et. al., Methods of the building of the dynamic models of the drive machines loads with the use of system monitoring data (on example of the acceleration of the drive of the drill tool), International Scientific Conference Interstroymeh - 2019 (ISM - 2019), IOP Conf. Series: Materials Science and Engineering 786 (2020) 012046, Kazan State University of Architecture and Engineering, Republic of Tatarstan, Kazan, 12-13 September 2019, XXX046
38. Ащеулов А.В. Методика построения динамических моделей нагрузок приводов машин с использованием данных систем мониторинга (на примере разгона привода бурового инструмента) // Техника и технология транспорта. 2019 № 5(13). С. 3. (Казань)
39. Ащеулов А.В. Практический опыт совмещения процессов образования, науки и бизнеса в технической области // материалы XVI Международной научно-практической конференции «Менеджмент XXI века: Образование в эпоху цифровой экономики», институт экономики и управления Российского государственного педагогического университета им. А.И. Герцена, 19-21 ноября 2019 года, г. Санкт-Петербург. С. 306-310.

### Статьи на общественные темы
1. Инновационное предложение для Высшей школы // Политехник. – 2005.- № 18-19.- С.3.
2. Как быстрее других решить кадровую проблему и усовершенствовать учебный процесс // Политехник.- 2005.- №31-32.- С.2.
3. Инновационная экономика может быть создана при сотрудничестве ВУЗов и городской власти. - Европейская Столица. -2006.- № 3-4.- С.22-23.
4. О роли малого бизнеса, о его небольшой истории и о нашем университете (управление инновациями, образованием, производством) // Эхо Политеха. – 2007.- № 1.- С.2.
5. Кому это нужно. – Эксперт Северо-Запад. - 2009. №48 (444). - С.44-45.